# Campbon
Campbon é uma comuna francesa na região administrativa do País do Loire, no departamento de Loire-Atlantique. Estende-se por uma área de 49.82 km². Em 2010 a comuna tinha 4 046 habitantes (densidade: 81,2 hab./km²).